# Scipione Breislak
Scipione Breislak, född 1748 i Rom, död 15 februari 1826 i Milano, var en italiensk geolog.
Breislak, som var av tysk härkomst, var först professor i Ragusa och därefter i sin födelsestad. Han blev senare direktör för ett alunsjuderi vid Neapel och utnämndes slutligen av Napoleon I till inspektor över salpeter- och krutfabrikationen i konungariket Italien. Hans utmärkta mineralkabinett ärvdes av familjen Borromeo.